# Melittia aureosquamata
Melittia aureosquamata is een vlinder uit de familie wespvlinders (Sesiidae), onderfamilie Sesiinae.
Melittia aureosquamata is voor het eerst wetenschappelijk beschreven door Wallengren in 1863. Wallengreen schreef de soort toe aan een nieuw geslacht Parasa. Die naam was evenwel reeds in gebruik voor een geslacht van slakrupsvlinders (Parasa Moore, [1860]). De huidig geldige naam van Wallengreens Parasa is Melittia Hübner, [1819].
De soort komt voor in het Afrotropisch gebied.